# سكة حديد خفيفة

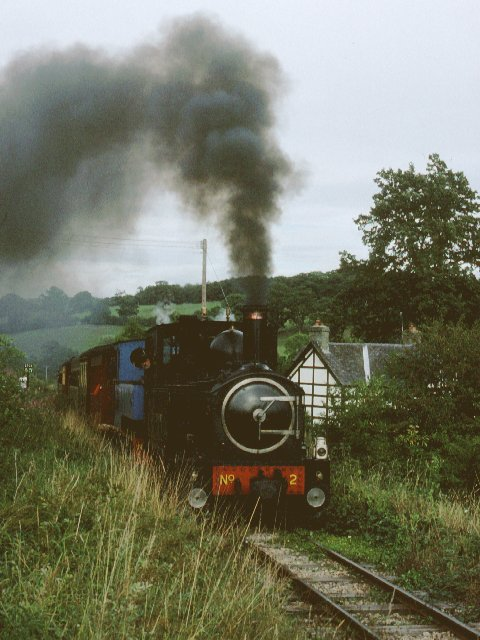

سكة حديد خفيفة (بالإنجليزية: Light railway)‏ هي سكة حديد، بُنيت بتكاليف أقل مع خفض المعايير مُقارنة بالسكك الحديدية الثقيلة النموذجية: حيث يُستخدم المسار الأخف وزنًا، وأكثر تدرجًا بشكل حاد ومنحنٍ بإحكام للحد من تكاليف الهندسة المدنية.